# Воловей, Феодосий Степанович
Феодосий Степанович Воловей (рум. Teodosie Volovei, 1862 — 10.02.1927, Окница, Бесарабия, Королевство Румыния) — протоиерей Православной Российской Церкви, миссионер, церковный публицист.

## Биография
Окончил Кишинёвскую духовную семинарию (1883).
Преподаватель в школе при Добружском монастыре (1883), псаломщик в храме села Тонуз Бендерского уезда (1884).
Иерей в храмах села Широуц-Низших Хотинского уезда (1885), села Васильевка Измаильского уезда (1886).
Настоятель Свято-Успенского крепостного храма в городе Килия, наблюдатель церковно-приходских школ и законоучитель в министерских школах 3-го округа Измаильского уезда (1888).
Законоучитель в министерском училище и настоятель Покровского храма в селе Галилешть (1889).
Священник Измаильского собора (с 1898 года сверх штата), миссионер города Измаил (1892), преподаватель латинского языка и член паравления Измаильского духовного училища (1893).
Епархиальный протвораскольнический миссионер южного (1898), северного (1904) и всех (1911) районов Бессарабии, благочинный единоверческих храмов Кишинёвской епархии (1901), член Измаильского отделения епархиального училищного совета (1902).
Причислен к кафедральному собору Кишинёва сверх штата, непременный член совета Кишинёвского православного Христо-Рождественского братства, член епархиальных миссионерского (1904) и училищного (1909) советов, делегат I Всероссийского единоверческого съезда, протоиерей (1912).
Служил в 47-м пехотном запасном батальоне, гарнизонный благочинный Одессы (1914), настоятель храма 256-го полевого запасного госпиталя (1915), благочинный военно-полевых подвижных церквей Одесского военного округа, законоучитель в одесской женской гимназии С. И. Видинской (1916), священник при штабе 6-й армии, делегат II Всероссийского съезда военного и морского духовенства, председатель комиссии по вопросам, относящимся к Поместному Собору и Учредительному собранию (1917).
В 1917—1918 годах член Поместного собора Православной российской церкви по избранию от военного и морского духовенства, участвовал в 1–2-й сессиях, секретарь IX и член X отделов.
С 1918 года настоятель храма в селе Нападены Бельцкого уезда.
С 1924 года настоятель Георгиевского храма в селе Окница в Бессарабии, где и похоронен.
Жена — Зинаида Васильевна, сын — Василий.

## Награды
Набедренник (1896), орден Святой Анны 3-й степени (1901), скуфья (1903), камилавка (1905), наперсный крест (1909), орден Святого Владимира 4-й степени за отличия во время военных действий (1915), палица (1916). 

## Сочинения
- Увещание, сделанное двум раскольницам с. Васильевки, Измаильского уезда // Кишинёвские епархиальные ведомости. 1888. № 19; 1889. № 2.
- Разбор возражений именуемого старообрядца на десять предложенных ему вопросов // Кишинёвские епархиальные ведомости. 1891. № 6–8 (совм. с И. Софроновичем).
- Догмат, образ и символ // Кишинёвские епархиальные ведомости. 1892. № 1.
- Незаконность и безблагодатность безпоповства и так называемой австрийской иерархии // Кишинёвские епархиальные ведомости. 1893. № 3–4.
- Состояние глаголемых старообрядцев по отделении их от церкви и до настоящего времени // Кишинёвские епархиальные ведомости. 1893. № 22–24.
- О измаильских старообрядцах. М., 1896.
- Ответ московскому порицателю моих вопросов, предложенных измаильским старообрядцам. М., 1897.
- Разбор объяснения старообрядца по поводу ответа К. П. Победоносцева на поступившую на высочайшее имя телеграмму от измаильских старообрядцев // Кишинёвские епархиальные ведомости. 1897. № 9–12.
- Разбор раскольнической брошюры «Нечто об единоверии и единоверцах» // Кишинёвские епархиальные ведомости. 1898. № 9–15.
- Ложь и клевета раскольнического начетчика Федора Мельникова о мощах св. Феодосия Углицкого; Святотатственные и кощунственные действия поповщинских, беглопоповских и беспоповских наставников-уставщиков // Кишинёвские епархиальные ведомости. 1899. № 17, 21.
- Разбор восьми вопросов, поданных глаголемым священником Архангело-Михайловского старообрядческого, что подле Измаила, монастыря Авраамием Осиповым; Присоединение из раскола к православию бывшего священника Архангело-Михайловского Кугурлуйского старообрядческого монастыря Авраамия Осипова; Отчет епархиального миссионера южного района Кишинёвской епархии за 1899 год // Кишинёвские епархиальные ведомости. 1900. № 11–14, 18, 20.
- Беседа с двумя старообрядческими попами города Килии // Кишинёвские епархиальные ведомости. 1901. № 9.
- Беседа в селении Жубрианах, Измаильского уезда, с старообрядческим попом города Маяк, Херсонской губернии Василием Рязановым; Беседа, бывшая в Петропавловском монастыре; Беседа с Анастасием, глаголемым епископом Измаильским; Увещательное письмо старообрядческим епископам и попам австрийско-белокриницкого согласия // Кишинёвские епархиальные ведомости. 1902. № 9, 12, 18, 23.
- Разбор грамоты неокружников // Миссионерское обозрение. 1902. № 7–12.
- Раскол и противораскольническая миссионерская деятельность в южной части Бессарабии в 1902 году // Кишинёвские епархиальные ведомости. 1903. № 5.
- Присоединение к Святой Церкви глаголемого старообрядческого священника Анатолия; Священник с. Милешт Кишинёвского уезда Григорий Васильевич Лашков; Предсмертное вразумление раскольницы и обращение ее в православие; Незаконность причин, по которым старообрядцы отказываются от бесед с православными миссионерами // Кишинёвские епархиальные ведомости. 1904. № 7, 13, 15, 23.
- Как старообрядцы разных толков принимают православных в свои общины. СПб., 1904.
- Из пастырской практики. Предсмертное вразумление раскольницы // Кормчий. 1904. № 47.
- Ответы на 10 вопросов старообрядческого миссионера, настоятеля Архангело-Михайловского старообрядческого монастыря, Измаильского уезда, глаголемого священника Вениамина Рязанова // Кишинёвские епархиальные ведомости. 1905. № 11–12.
- Бендерский старообрядческий собор; Краткое извлечение из отчета о миссионерской деятельности в северном районе Кишинёвской епархии // Кишинёвские епархиальные ведомости. 1907. № 29/30, 35.
- Беседа с глаголемым священником Архангело-Михайловского Кугурлуйского монастыря Вениамином Резановым о мнимых ересях Грекороссийской Церкви. 1907; Отчет за 1907 г. о состоянии раскола и миссионерской деятельности в северном миссионерском районе Кишинёвской епархии; Основание единоверческой церкви в селе Грубно Хотинского уезда // Кишинёвские епархиальные ведомости. 1908. № 15/16, 34.
- Публичная беседа с старообрядческим начетником Трофимом Григорьевичем Феодоровым // Кишинёвские епархиальные ведомости. 1909. № 33–38.
- Слово, сказанное во второй день по освещении единоверческого храма в селе Грубно Хотинского уезда // Кишинёвские епархиальные ведомости. 1910. № 40.
- Самоосуждение старообрядцев австрийско-белокриницкого согласия. Кишинёв, 1910.
- Незаконность, недействительность и безблагодатность старообрядческой австрийской белокриницкой иерархии. Кишинёв, 1911.
- Публичные беседы, происходившие в гор. Измаиле Бессарабской губернии 29, 30, 31 мая и 1 июня 1911 года, с старообрядческим начетчиком Трофимом Григорьевичем Феодоровым. Кишинёв, 1911.
- Вседействующая благодать хиротонии и пастырское недостоинство. СПб., 1912.
- Публичное свидетельство старообрядческого начетчика Трофима Григорьевича Феодорова а) о православии греко-российской Церкви и б) об еретичестве всего глаголемого старообрядчества. СПб., 1912.
- Отголоски единоверческого съезда; Хлыстовское мракобесие и дьявольские козни их вожака // Миссионерское обозрение. 1912. № 5, 11.
- Раскол и противораскольническая миссионерская деятельность в Кишинёвской епархии // Кишинёвские епархиальные ведомости. 1913. № 22/23; 1914. 21/22.
- Раскол глаголаемого старообрядчества и его «святые» // Миссионерское обозрение. 1913. № 5.
- Пастырский привет всероссийскому христолюбивому и победоносному воинству, на поле брани подвизующемуся. Одесса, 1914.
- Война по учению Божественного Откровения и Христовой Церкви. Одесса, 1916.
- Славянство, восточный вопрос и начало современной мировой войны. Одесса, 1916.
- Чин всеобщей исповеди нижних воинских чинов, составленный применительно к потребнику патриарха Иосифа. Одесса, 1916.